# Instituto Carl Sagan
El Instituto Carl Sagan: Pale Blue Dot and Beyond ("Punto Azul Pálido y más allá") se fundó en 2014 en la Universidad de Cornell en Ithaca, Nueva York, para promover la búsqueda de planetas y lunas habitables dentro y fuera del Sistema Solar. Se centra en la caracterización de exoplanetas y los instrumentos para buscar signos de vida en el universo. La fundadora y actual director del instituto es la astrónoma Lisa Kaltenegger.
El Instituto, inaugurado en 2014 y rebautizado el 9 de mayo de 2015, colabora con instituciones internacionales en campos como la astrofísica, la ingeniería, las ciencias de la tierra y la atmósfera, la geología y la biología con el objetivo de adoptar un enfoque interdisciplinario de la búsqueda de vida en otras partes del universo y del origen de la vida en la Tierra.
Carl Sagan fue miembro de la facultad de la Universidad de Cornell a partir de 1968. Fue Profesor David Duncan de Astronomía y Ciencias Espaciales y director del Laboratorio de Estudios Planetarios hasta su muerte en 1996.

## Investigación
El objetivo principal del Instituto Carl Sagan es modelar firmas espectrales atmosféricas, incluidas firmas biológicas de planetas y lunas conocidos e hipotéticos para explorar si podrían ser habitables y cómo podrían detectarse. Su investigación se centra en exoplanetas y lunas que orbitan en la zona habitable alrededor de sus estrellas anfitrionas. La caracterización atmosférica de tales mundos permitiría a los investigadores detectar potencialmente el primer exoplaneta habitable. Un miembro del equipo ya ha elaborado un "catálogo de colores" que podría ayudar a los científicos a buscar señales de vida en exoplanetas.

### Catálogo de espectros de biorreflectancia
Los científicos del equipo utilizaron 137 especies de microorganismos diferentes, incluidos extremófilos que se aislaron de los entornos más extremos de la Tierra, y catalogaron cómo cada forma de vida refleja de manera única la luz solar en las porciones visible e infrarroja cercana a infrarroja de longitud de onda corta (0,35 a 2,5 µm) de la espectro electromagnético. Los astrónomos podrían utilizar esta base de datos de 'huellas dactilares de reflexión' (espectro) individuales como posibles firmas biológicas para encontrar grandes colonias de vida microscópica en exoplanetas distantes. Una combinación de organismos produciría un espectro mixto, también catalogado, de luz que rebota en el planeta. El método también se aplicará para detectar vegetación. El objetivo del catálogo es proporcionar a los astrónomos una comparación de referencia para ayudar a los científicos a interpretar los datos que obtendrán de telescopios como WFIRST y E-ELT.
La radiación ultravioleta en formas de vida también podría inducir biofluorescencia en longitudes de onda visibles que podrían ser detectadas por la nueva generación de observatorios espaciales en desarrollo.